# Jowett Javelin
La Jowett Javelin è un'autovettura prodotta dalla casa automobilistica britannica Jowett tra il 1947 ed il 1953.
La Javelin era prodotta vicino a Bradford in Inghilterra. Il modello è stato prodotto in cinque versioni differenti codificate con le sigle da PA, PB, PC e PE, ciascuna con una variante standard e "de luxe". L'auto è stata progettata da Gerald Palmer durante la seconda guerra mondiale e doveva essere un importante balzo in avanti rispetto ai progetti delle Jowett prebelliche. Furono prodotte poco più di 23 000 esemplari. La vettura era mossa da un motore boxer 4 cilindri Jowett da 1486 cc abbinato a un cambio manuale a 4 velocità e alla trazione posteriore.